# Un pugno di criminali
Un pugno di criminali (Big House, U.S.A.) è un film statunitense del 1955 diretto da Howard W. Koch.
È un film poliziesco e carcerario che vede per protagonisti Broderick Crawford, Ralph Meeker, Reed Hadley e Charles Bronson.

## Trama
Jerry Barker (Ralph Meeker) viene mandato in prigione dopo un rapimento finito male. Condivide la sua cella con quattro detenuti e il cui leader organizza una fuga per trovare il bottino nascosto da Jerry Barker, prima del suo arresto.

## Produzione
Il film, diretto da Howard W. Koch su una sceneggiatura di John C. Higgins con il soggetto di George W. George e George F. Slavin, fu prodotto da Aubrey Schenck per la Bel-Air Productions e girato a Cañon City e a Royal Gorge, nel Colorado, e nel McNeil Island Federal Penitentiary a Washington (per gli interni nel carcere).

## Distribuzione
Il film fu distribuito negli Stati Uniti dal 3 marzo 1955 (première a Detroit) al cinema dalla United Artists.
Alcune delle uscite internazionali sono state:
- in Belgio il 18 novembre 1955 (Dodersverdrag o Le pacte des tueurs)
- in Austria nel marzo del 1956 (Blutgeld)
- in Germania Ovest il 2 marzo 1956 (Blutgeld)
- in Svezia il 28 maggio 1956 (5 desperata män)
- in Turchia nell'aprile del 1958 (Demir kapi)
- in Giappone il 15 maggio 1960
- in Spagna (La justicia al acecho)
- in Grecia (Oi pente mellothanatoi)
- in Italia (Un pugno di criminali)

## Promozione
La tagline è: "We're bustin' out of this tomb... And we don't care how many of you we have to kill!".

## Critica
Secondo il Morandini il film è un "poliziesco di ordinaria amministrazione con sopratoni di violenza non comuni negli anni '50, diretto con competenza da Koch".